# Heligmonevra divaricata
Heligmonevra divaricata là một loài ruồi trong họ Asilidae. Heligmonevra divaricata được Oldroyd miêu tả năm 1972. Loài này phân bố ở miền Ấn Độ - Mã Lai.